# Paulina Ligarska
Paulina Ligarska (* 9. April 1996 in Kędzierzyn-Koźle) ist eine polnische Leichtathletin, die sich auf den Siebenkampf spezialisiert hat.

## Sportliche Laufbahn
Erste internationale Erfahrungen sammelte Paulina Ligarska 2015 bei den Junioreneuropameisterschaften in Eskilstuna, bei denen sie mit 5379 Punkten den achten Platz belegte. Zwei Jahre später nahm sie an den U23-Europameisterschaften in Bydgoszcz teil und wurde dort mit 5585 Punkten Zehnte. 2019 klassierte sie sich bei der Sommer-Universiade in Neapel mit 5589 Punkten auf dem sechsten Platz. 2021 klassierte sie sich bei den Halleneuropameisterschaften in Toruń mit neuer Bestleistung von 4484 Punkten im Fünfkampf auf dem siebten Platz. Im Jahr darauf wurde sie beim Hypomeeting in Götzis mit 6034 Punkten Zwölfte und gelangte anschließend bei den Weltmeisterschaften in Eugene mit 6093 Punkten auf Rang zehn, ehe sie bei den Europameisterschaften in München mit 6090 Punkten den neunten Platz belegte. 2023 gelangte sie beim Hypomeeting mit 6013 Punkten auf den 16. Platz und im August musste sie ihren Wettkampf bei den Weltmeisterschaften in Budapest vorzeitig beenden. Im Jahr darauf wurde sie bei den Europameisterschaften in Rom mit 6034 Punkten Zwölfte und 2025 gelangte sie bei den Halleneuropameisterschaften in Apeldoorn mit 4569 Punkten auf den fünften Platz im Fünfkampf und kurz darauf wurde sie bei den Hallenweltmeisterschaften in Nanjing mit 3586 Punkten 13.
In den Jahren 2018 und 2020 wurde Ligarska polnische Meisterin im Siebenkampf sowie 2020 und 2021 und 2024 und 2025 auch im Hallenfünfkampf.

## Persönliche Bestleistungen
- Siebenkampf: 6241 Punkte, 19. Juni 2022 in Warschau
  - Fünfkampf (Halle): 4615 Punkte, 22. Februar 2025 in Toruń